# Alojzij Vadnal
Alojzij Vadnal, slovenski matematik, * 19. november 1910, Divača, † 25. januar 1987, Ljubljana.

Vadnal je končal gimnazijo v Ljubljani, diplomiral je leta 1934 na Filozofski fakulteti v matematični skupini. Do leta 1947 je bil gimnazijski profesor, potem docent, izredni in potem redni profesor za uporabno gospodarsko matematiko na Ekonomski fakulteti v Ljubljani.          1981 mu je Univerza v Ljubljani podelila častni doktorat. 
Deloval je na področju verjetnostne teorije, matematične statistike in operacijskih raziskav, predvsem na področju matematičnega programiranja. 
Leta 1984 so ga izvolili za četrtega častnega člana DMFA. 

## Dela
- Različne definicije paralelizma in ukrivljenosti prostora (inauguralna dizertacija, mentor Rihard Zupančič), (Ljubljana 1939),
- Nomografska metoda računanja, (Ljubljana 1949),
- Matematična terminologija, (Ljubljana 1953) (COBISS),
- Matematični uvod v ekonometrijo, (Ljubljana 1955),
- Gospodarska matematika, (Ljubljana 1956),
- Poslovna matematika, (Ekonomska fakulteta, Ljubljana 1961) (COBISS),
- Zaporedja in funkcije, (DZS, Ljubljana 1962 (COBISS),
- Elementarni uvod v verjetnostni račun,
- Elementarni uvod v linerno programiranje, (DZS, Ljubljana 1963) (COBISS),
- Funkcije - 1. del Arhivirano 2004-11-08 na Wayback Machine. , (MK, Ljubljana 1965) (COBISS),
- Rešeni problemi linearnega programiranja (MK, Ljubljana 1971)
- Diskretno dinamično programiranje,
- Osnove diferenčnega računa Arhivirano 2004-11-08 na Wayback Machine. (DMFA, Ljubljana 1988 2. natis)
- Linearno programiranje.